# 아지우송 두스 산투스
아지우송 두스산투스(포르투갈어: Adilson dos Santos, 1976년 5월 12일 ~ )는 브라질 아라카주 출신의 축구 선수이다. 2006년부터 K리그 클래식의 FC 서울에서 활약하였으며, K리그에 등록된 공식 한글 이름은 아디이다.

## 클럽 경력
브라질 파라나 주의 축구 클럽 아푸카라나 아틀레치쿠 클럽에서 1997년 프로 선수로 데뷔하였다. 1998년 세르비아 리그의 최고 명문 클럽인 FK 츠르베나 즈베즈다로 진출하여 유럽에서 해외 경력을 시작하였지만 1999년 나토의 공습 등 격화된 유고 내전으로 인해 자진해서 계약을 중도해지 하였다. 그 후 6개월간 리버풀, 첼시, 웨스트 햄 유나이티드, 셀틱 등에서 입단 테스트를 받으며 입단을 타진했지만 워크 퍼밋 문제로 성사되지 못하였다. 그 후 스페인 프리메라리가의 레알 베티스와 세비야 FC에서도 몸담았으나 주전 자리를 확보하지 못하고 2군팀에서 활약하였으며 2000년 중국 슈퍼리그의 다롄 스더 로 임대되었다. 이후 다롄 스더로 완전 이적하여 리그 우승의 주역이 되며 좋은 활약을 펼쳤다.

### FC 서울
2006년 3월 이장수 감독의 의해 FC 서울로 이적하였다. 초창기 수비형 미드필더로 활약하다 왼쪽 풀백으로 활약하였다.
2010 시즌 현영민이 이적해오면서 수비형 미드필더로 보직을 변경하였고 후반기부터는 중앙 수비수로 다시 보직을 변경하여 멀티 플레이어로서의 자질을 과시하였으며 챔피언 결정전 1차전 제주와의 경기에선 골을 기록하기도 하며 서울의 리그 우승에 기여하였다.
2012년 4월 29일 강원 FC와의 리그 경기에 출장하며 K리그 역사상 최초로 한 구단에서 리그 200경기를 출장한 외국인 선수가 되었다.
2014년 서울로부터 코치직 제안을 받고 선수 경력을 이어가는 것과 지도자로서 새출발 하는 것을 두고 고심하다 팀의 제안을 받아들이고 코치가 되었다.
은퇴 기념 스페셜 유니폼 발매 등 다양한 행사와 함께 2014년 3월 8일 공식 은퇴식이 거행되었다.

## 경력 통계

### FC 서울
- 마지막 업데이트: 2013년 12월 3일

| 클럽                | 시즌                | K리그  | K리그 | K리그 | FA컵   | FA컵 | FA컵 | 리그컵 | 리그컵 | 리그컵 | AFC 챔피언스리그 | AFC 챔피언스리그 | AFC 챔피언스리그 | 시즌 합계 | 시즌 합계 | 시즌 합계 |
| 클럽                | 시즌                | 출장수 | 득점  | 도움  | 출장수 | 득점 | 도움 | 출장수 | 득점   | 도움   | 출장수           | 득점             | 도움             | 출장수    | 득점      | 도움      |
| ------------------- | ------------------- | ------ | ----- | ----- | ------ | ---- | ---- | ------ | ------ | ------ | ---------------- | ---------------- | ---------------- | --------- | --------- | --------- |
| FC 서울             | 2006                | 25     | 1     | 0     | 0      | 0    | -    | 9      | 0      | 2      | N/A              | N/A              | N/A              | 34        | 1         | 2         |
| FC 서울             | 2007                | 24     | 1     | 0     | 3      | 0    | -    | 12     | 1      | 1      | N/A              | N/A              | N/A              | 39        | 2         | 1         |
| FC 서울             | 2008                | 28     | 3     | 1     | 1      | 0    | -    | 6      | 0      | 0      | N/A              | N/A              | N/A              | 35        | 3         | 1         |
| FC 서울             | 2009                | 24     | 2     | 1     | 1      | 0    | -    | 4      | 1      | 0      | 9                | 0                | -                | 38        | 3         | 1         |
| FC 서울             | 2010                | 24     | 4     | 0     | 2      | 0    | -    | 7      | 1      | 1      | N/A              | N/A              | N/A              | 33        | 5         | 1         |
| FC 서울             | 2011                | 30     | 0     | 1     | 3      | 1    | -    | 0      | 0      | 0      | 9                | 0                | -                | 42        | 1         | 1         |
| FC 서울             | 2012                | 38     | 1     | 3     | 1      | 0    | -    | -      | -      | -      | N/A              | N/A              | -                | 39        | 1         | 3         |
| FC 서울             | 2013                | 33     | 3     | 2     | 1      | 0    | -    | -      | -      | -      | 11               | 1                | -                | 45        | 4         | 2         |
| FC 서울 커리어 통산 | FC 서울 커리어 통산 | 226    | 15    | 8     | 12     | 1    | -    | 38     | 3      | 4      | 29               | 1                | -                | 305       | 20        | 12        |

## 수상 내역
| 파라나 클럽 - 파라나주 리그 ● 우승 (1): 1997 다롄 스더 - 중국 슈퍼리그 ● 우승 (3): 2000, 2001, 2002 - 중국 갑급리그 ● 우승 (1): 2005 - 중국 FA컵 ● 우승 (2): 2001, 2005 - 아시안 컵위너스컵 ● 준우승 (1): 2000-01 FC 서울 - K리그1 ● 우승 (2): 2010, 2012 ● 준우승 (1): 2008 ● 4위 (2): 2006, 2013 - 리그컵 ● 우승 (2): 2006, 2010 ● 준우승 (1): 2007 ● 3위 (1): 2009 - AFC 챔피언스리그 ● 준우승 (1): 2013 | FC 서울 - K리그1 ● 우승 (1): 2016 ● 3위 (1): 2014 ● 4위 (1): 2015 - FA컵 ● 우승 (1): 2015 ● 준우승 (2): 2014, 2016 - AFC 챔피언스리그 ● 3위 (2): 2014, 2016 |

### 개인
- 2007년  K리그1 베스트 11 df 선정
- 2008년  K리그1 베스트 11 df 선정
- 2010년  K리그1 베스트 11 df 선정
- 2012년  K리그1 베스트 11 df 선정
- 2013년  K리그1 베스트 11 df 선정

## 플레이 스타일
뛰어난 대인마크 능력으로 수준급 용병들 조차 뚫기 어려워해 이지스(aegis)라는 별명이 붙었다. 상대방의 공만 빼내는 그의 뛰어난 태클은 K리그 내에서 최고라는 평가를 받고 있다.
이적 초기의 보직은 수비형 미드필더였으나 귀네슈 감독 부임 이후 왼쪽 풀백으로 보직을 옮겼으며, 중앙 수비수로써의 활약 또한 가능한 전천후 멀티플레이어이다.
공격상황에서도 브라질 출신 답게 뛰어난 테크닉과 탄탄한 피지컬을 보유하고 있다.

## 참고 자료
- 아디, 히칼도 인터뷰 - FC 서울 공식 웹사이트 (2006년 7월 3일)[깨진 링크(과거 내용 찾기)]
- 기적을 바라는 아디, “미치도록 뛰고 싶다” (2010년 11월 9일)
- 아디 인터뷰 - 풋볼리스트 (2011년 8월 31일)